# السياحة في محافظة البحر الأحمر
تعتبر محافظة البحر الأحمر من أهم محافظات مصر من حيث المقومات السياحية والمتمثلة في المناخ المعتدل طوال أيام العام والشواطئ المتنوعـــــة طولا وعرضاً والأحـياء المائيـة النــــادرة وبانو راما الأعشاب والمحميات الطبيعية والخلجان والسلاسل الجبلية الخلابة وكل هذه المقومات لا توجد مجتمعة في كثير من بلدان العالم.

## الأنشطة السياحية
لكون المحافظة تتمتع بهذا المناخ والمقومات السياحي المتنوعة فقد تعددت أنشطة أنماط السياحة كالآتي:

### الرياضات البحرية
تتمثل في السياحة الشاطئية ورياضة الغوص ورياضة الألواح الشراعية وصيد الأسماك ويوجد بالمحافظة 150 مركزاً للغطس في كل من الغردقة وسفاجا.

### السياحة العلاجية
يتميز مناخ البحر الأحمر بالجو النقي الجاف طوال العام والشمس الساطعة وكذلك الإمكانيات العلاجية التي وهبها الله لهذة المنطقة من الرمال السوداء والمياه الدافئة وأشعة الشمس وخاصة منطقة سفاجا حيث أجريت الأبحاث العلمية التي أثبتت فاعليتها في بعض الأمراض.
أغلب بل معظم المستفيدين من الاستشفاء البيئي والعلاج بعيداً عن الأدوية والكيماويات هم السائحين الأجانب ومن هنا جاءت السياحة العلاجية بسفاجا على رأس قائمة الترويج السياحي بمصر. مصر هباها الله بالكثير من نعمه، فيوجد بسفاجا الكثير منها وهي مكونات الطبيعة ومالها من دور أساسي وفعال في علاج العديد من الأمراض المستعصية. الرمال السوداء في مياه البحر ذات الملوحة العالية، أشعة الشمس فوق البنفسجية والنباتات الطبية البرية كل هذا يجتمع في بقعة من أرض مصر أرض الكنانة ولا يوجد لها مثيل في العالم كله وتحقق نتائج مذهلة في شفاء العديد من الأمراض المستعصية.

#### الرمال السوداء
تعد منطقة سفاجا بالفعل نموذجاً ناجحاً للاستشفاء البيئي فهي تمتاز برمال سوداء فريدة من نوعها فبعد تحليلها تبين أن بها ثلاثة مواد مشعة بنسب غير ضارة وهي اليورانيوم، الثوريوم والبوتاسيوم المشع. بالإضافة إلى وجود نسب عالية من أملاح ومعادن لها دور علاجي هام مثل أملاح الذهب التي تعالج بنجاح مرض الروماتويد وأيضاَ أملاح الجيرمنيوم وهي شبه موصلات للكهرباء فعند تسخينها بأشعة الشمس تنشط هذه الأملاح وتبث إلكترونات سريعة تخترق جلد المريض وتقوم بتهدئة جهاز المناعة المضطرب والمتواجد في أماكن غير طبيعية مثل تحت الجلد في الصدفية أو في المفاصل كما في الروماتويد.

#### الأشعة فوق البنفسجية
كما أن أشعة الشمس الدافئة في سفاجا تسطع طوال فصول وشهور السنة وهي عامل هام في العلاج حيث أن منطقة سفاجا محاطة بمرتفعات جبلية مما يجعلها حائط صد ضد الرياح والعواصف الرملية وهذا يوفر جوا نقياً من الشوائب والأتربة مما ينتج عنه تركيز للأشعة فوق البنفسجية ذات فائدة كبيرة في العلاج. وخصوصاً في ساعات الصباح الباكر وما قبل الغروب

#### مياه الخليج
والعامل الثالث بهذه الطبيعة الساحرة هو مياه خليج سفاجا حيث تمتاز بارتفاع درجة الملوحة تصل لأكثر من 55 جزءاً في المليون وهذا ناتج من انخفاض سرعة تيار الماء بالإضافة إلى وجود مجموعة من جزر الشعب المرجانية الفريدة من نوعها. وهي مصدر طبيعي للعديد من الأملاح والمعادن والتي لها أكثر من دور في علاج العديد من الأمراض المستعصية. هذا بالإضافة إلى الطمي الموجود في قاع البحر وخصوصاً في المائة متر الأولى من الساحل فهو غنى بأملاح الذهب وهذا ناتج من ترسب هذه الأملاح الثقيلة الموجودة في مياه السيول المنحدرة من آعالى الجبال المحيطة بالخليج والتي تحتوى على صخور غنية بأملاح الذهب وعناصر هامة تختلط مع مياه السيول وترسب في طمي البحر. ولهذا فهو يتم وضعه على الجسم ثم يعرض الجلد لأشعة الشمس فوق البنفسجية في الصباح الباكر وما قبل الغروب حيث يحدث تبادل لأيونات هذه الأملاح والمعادن الهامة من خارج الجلد إلى داخله مما ينتج عنه اتزانا في انقسام الخلايا وتهدئة لجهاز المناعة المضطرب. كما أن أشعة الشمس تساعد على إفراز فيتامين د من الدهون الموجودة تحت الجلد وهذا له دور هام في تقوية وزيادة كثافة العظام.

#### النباتات الطبية البرية
أما العامل الرابع هو توافر العديد من النباتات الطبية البرية في سهول الجبال وهذه النباتات الطبية مذكورة في جميع المراجع والأبحاث العلمية لما لها من دور فعال في علاج الكثير من الأمراض المستعصية التي عجز الطب والأدوية في علاجها كأمراض المناعة الذاتية وبعض الأورام والفيروسات الكبدية. وقد تم بالفعل عمل أبحاث ودراسات دقيقة على هذه النباتات الطبية النادرة ودورها الفعال في العلاج. وقد استخلصت تركيبات علاجية منها لعلاج هذه الأمراض المستعصية وقد أسفرت بالفعل عن نتائج مبشرة بنسب شفاء مرتفعة أثارت ذهول العالم كله.

#### سفاجا والبحر الميت
من المعروف أن منطقة البحر الميت تحظى بمكانة كبيرة كذلك في مجال الاستشفاء البيئي وبالرغم من ذلك، أثبتت الدراسات والأبحاث التفوق الحاسم لمنطقة "سفاجا" نظراً للاعتبارات التالية: " سطوع الشمس الدافئة طوال فصول وشهور السنة "350 يوم في السنة" وهو عامل أساسي في العلاج بينما تغيب الشمس عن منطقة البحر الميت خلال فصلي الخريف والشتاء. " منطقة البحر الميت تنخفض عن سطح البحر بحوالى 400 متر وفي ذلك خطورة كبيرة على المصابين بأمراض القلب والكلى والكبد والدر ن والنزيف وبعض الأمراض الخبيثة وأمراض تصلب الشرايين والضغط المرتفع والصرع والأشخاص الذين يعانون من الأمراض العصبية، وعلى العكس تماماً نجد أن المناخ في سفاجا لا يمنع على الإطلاق من تواجد مثل هؤلاء المرضى ولا ضرر عليهم إطلاقاً من التواجد على شواطئ سفاجا. " أما النقطة الحاسمة حقاً فهذه المقارنة فتتمثل في أن نسبة مادة البرومين توجد وبمعدلات عالية في مياه البحر الميت ومن المعروف أن هذه المادة تسبب لكثير من الأشخاص حساسية بالجلد تظهر على شكل بقع حمراء وحكة وقد تحدث حالات تقرحات وتقيحات شديدة بجلد المريض، بينما نسبة البرومين لا تكاد تذكر في سفاجا مما يعطيها ميزة للعلاج حيث لا خوف من حدوث أي حساسية بالجلد.

### السياحة الترفيهية
هناك جزر الجفتون وجزيرة شدوان منطقة جزر أبو منقار الغنية بأشجار المنجروف ومنطقة دشة الضبعة وجزيرة سفاجا وجزيرة يوتوبيا وجزيرة أم الجرسان وجزيرة الزبرجد وجزيرة الأخوين.

### السياحة التاريخية
يرجع تاريخ المحافظة إلى العصر الفرعوني التي تتمثل آثارها في منطقة أم الفوأخير في وادي الحمامات (طريق ادفو مرسى علم) ويرجع إلى العصور البطلمية الرومانية آثارها الباقية في جيل أبو دخان وكذا العصور الإسلامية والشاهد عليها قلعه قديمة يرجع تاريخها إلى العصر العثماني.
لقد اهتم المصريين القدماء من عصر ما قبل الأسرات حتى العصور المتأخرة بمنطقة البحر الأحمر للأسباب التالية:
- وجود المحاجر التي كان يستغلها المصريين القدماء في بناء مقابرهم ومعابدهم
- وجود مناجم الذهب التي كانت تستخدم في صناعة الحلي وأدوات الزينة
- وجود الطرق الصحراوية العرضية التي تربـط وادي النيل بسـواحل البحر الأحمر، وأهمهـــــا طريـق القصير / قفـط الذي يمر بوادي الحمامات، وقد تدارك القدمـاء أهميـة هذه الطرق في جلب وازدهار التجــارة واستغلال الذهب والأحجار المختلفة، كما كانت منطقة البحر الأحمر شريانا رئيسيا لربط مصر الفرعونية بأفريقيا لتبادل السلع خاصة في عهد الملكة حتشبسوت كموانئ للسفن المتجهة بونت لجلب الأخشاب، ولقد ظلت الصحراء الشرقية في العصرالبطلمى والروماني مصدرا لجلب الأحجار واستخراج الذهب.

### السياحة الدينية
في العصر المسيحي كانت الصحراء الشرقية ملجأ للرهبان فكانت أقدم الأديرة وأهمها دير الأنبا أنطونيويوس ودير الأنبا بولا أما الأثر الإسلامي فهو ضريح الشيخ أبو الحسن الشاذلي في وادي حميثرة.
محافظة البحر الأحمر لها أماكنها للسياحة الدينية فيما يخص كلا الديانتين المسيحية والإسلامية والتي تعتبر مزارا سياحيا هاما لمختلف جنسيات العالم.
لقد حمت صحراء مصر الشرقية في العصر المسيحي رهبان المسيحية من الاضطهاد الروماني لمعتنقي المسيحية أما في العصر الإسلامي فقد زحفت عدة قبائل عربية إلى الصحراء الشرقية وانتشرت وعاشت حتى الآن. ومن أهم تلك القبائل (البشارية - العبابدة – المعازة– الامرار – بنى علم) ومعظمها لا تزال تقطن الصحراء اللسان البجاوى فيما عدا العبابدة والبشارية يتحدثون اللغة العربية والعبابدة ينسبون إلى جدهم عباد الثالث وقد نزحت فروع قبيلة العبابدة إلى وادي النيل واندمجوا مع سكانه فيما عدا قبيلة العشاب الذين ما زالوا يقطنون الصحراء الشرقية ابتداء من الخط الواصل بين قنا والقصير وحتى آخر حدود مصر والسودان ومنها جاء عمرو بن العاص القائد الإسلامي فاتحا، وأستقر بها مقام أعظم صوفي هو الشيخ أبو الحسن الشاذلي والعبابدة والبشارية قبائل رعوية يمثل الرعي حرفتهم الرئيسية وهم رعاة رحل غير مستقرين ولهم قدرة خاصة على التنبؤ بسقوط أمطار وتحديد أماكنها وذلك من خلال رؤية بعض النجوم بالإضافة إلى معرفة مسالك الصحراء.

### سياحة السفاري والمغامرات
ينتشر هذا النمط السياحي بالمحافظة حيث تتمتع بمجموعة هائلة من السلاسل الجبلية التي تصلح لممارسة رياضة تسلق الجبال بالإضافة إلى وجود العديد من الوديان التي تصلح لممارسة رياضة ركوب الخيل والجمال وتوجد العديد من الضروب والمدقات التي تساعد على ممارسة رياضة سباق السيارات والدراجات البخارية رالي الفراعنة.
لصحراء البحر الأحمر سحرها الخاص بجبالها وواحاتها وأهلها البدو مما يجعلها تجربة يجب القيام بها. ولرحلات السفا ري بصحراء البحر الأحمر سحر خاص لما تتمتع به من سلسلة الجبال ورمالها النقية وواحاتها الفريدة وأهلها كذلك. يتم عمل مجموعات للقيام بهذه الرحلات وتكون وسيلة الانتقال هي الموتوسيكلات المجهزة خصيصا لهذا الغرض بحيث يكون لهم قائد أو دليل يعلم مسالك الصحراء ويتم عمل حفلات شواء بالواحات بالتعاون مع أهل الواحة العديد من المناطق التي يتم بها عمل رحلات سفا ري الصحراء في محافظة البحر الأحمر. حيث يكون لكل شركة متخصصة بهذا المجال أفرادها وكذلك أماكنها واتفاقاتها مع البدو على تنظيم الرحلات والحفلات المصاحبة. وتتنوع أشكال رحلات السفارى بالمحافظة حتى تتيح الفرصة لمحبي هذه الرياضة لمعايشة أفضل الرحلات المناسبة لهم، فتتمتع المحافظة بمخيمات الصحراء المجهزة والمنظمة - وكذلك سفري الموتوسيكلات والمعروفة باسم الموتو سفارى - وسفارى السيارات (الجيب).

## إنظر أيضا
السياحة في مصر